# Jūžintai
Jūžintai är en ort i Panevėžys län i norra Litauen. Enligt folkräkningen från 2011 har staden ett invånarantal på 412 personer.

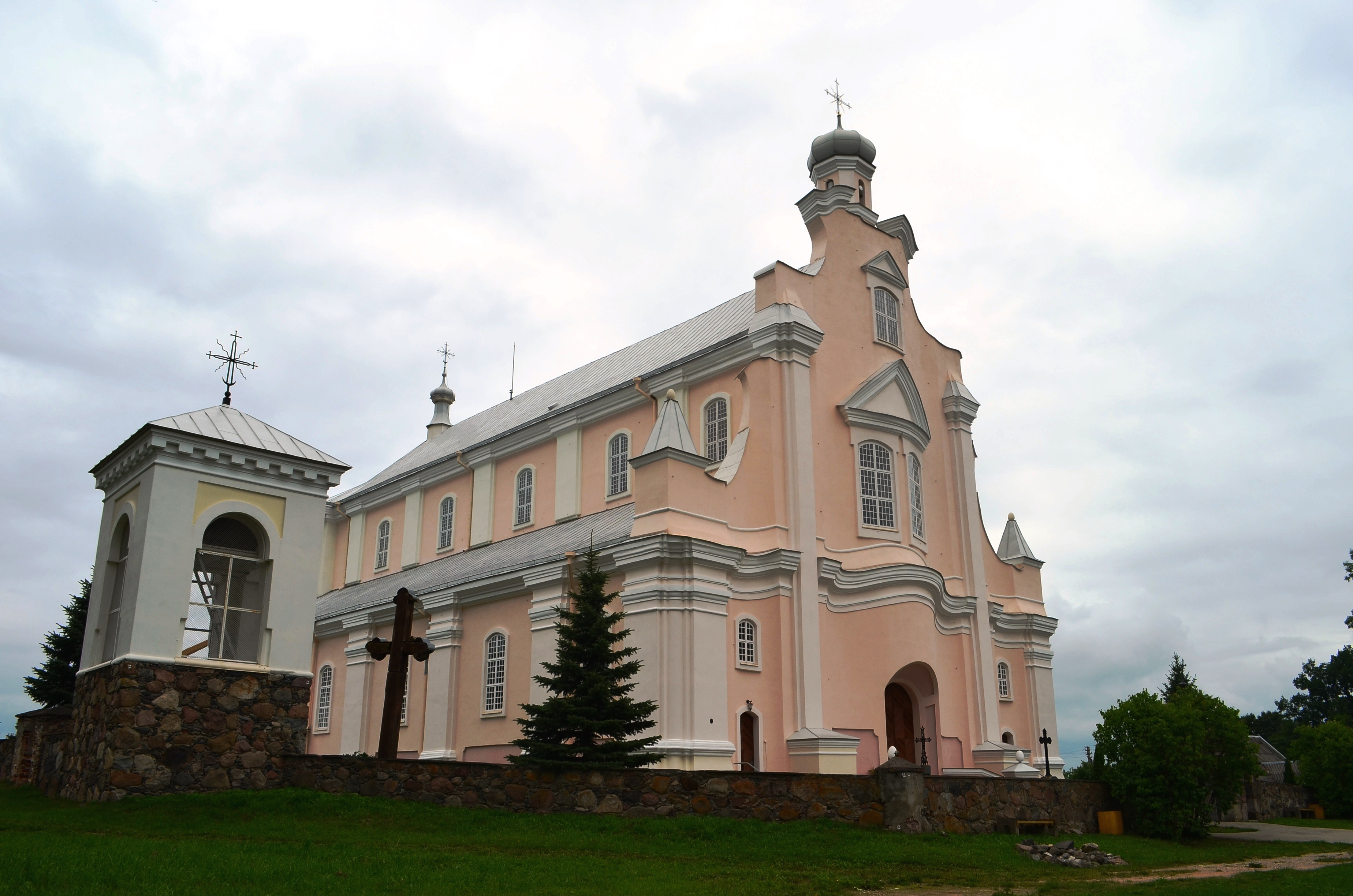
Kyrkan i Jūžintai